# Ane (film)
Ane is een Spaanse film uit 2020, geregisseerd door David Pérez Sañudo.

## Verhaal
Wanneer Lide ontdekt dat haar dochter Ane vermist is, gaat ze samen met haar ex-man Fernando op zoek naar haar verblijfplaats.

## Rolverdeling
| Acteur                | Personage |
| --------------------- | --------- |
| Patricia López Arnaiz | Lide      |
| Mikel Losada          | Fernando  |
| Aia Kruse             | Leire     |
| Luis Callejo          | Eneko     |
| Mariana Cordero       | Antonia   |
| David Blanka          | Peio      |
| Jone Laspiur          | Ane       |

## Ontvangst

### Recensies
Op Rotten Tomatoes geven 3 van de 4 recensenten de film een positieve recensie.

### Prijzen en nominaties
De film won 10 prijzen en werd voor 13 andere genomineerd. Een selectie:
| Jaar | Evenement                   | Categorie                  | Genomineerde                            | Resultaat   |
| ---- | --------------------------- | -------------------------- | --------------------------------------- | ----------- |
| 2021 | Premios Goya (35ste editie) | Beste film                 | Ane                                     | Genomineerd |
| 2021 | Premios Goya (35ste editie) | Beste debuterend regisseur | David Pérez Sañudo                      | Genomineerd |
| 2021 | Premios Goya (35ste editie) | Beste actrice              | Patricia López Arnaiz                   | Gewonnen    |
| 2021 | Premios Goya (35ste editie) | Beste debuterend actrice   | Jone Laspiur                            | Gewonnen    |
| 2021 | Premios Goya (35ste editie) | Beste bewerkt scenario     | David Pérez Sañudo, Marina Parés Pulido | Gewonnen    |